# Шадріно (Новосибірська область)
Шадріно (рос. Шадрино) — присілок у Іскітимському районі Новосибірської області Російської Федерації.
Входить до складу муніципального утворення Євсінська сільрада. Населення становить 436 осіб (2010).

## Історія
Згідно із законом від 2 червня 2004 року органом місцевого самоврядування є Євсінська сільрада.

## Населення
| 2002 | 2007 | 2010 |
| ---- | ---- | ---- |
| 421  | ↗484 | ↘436 |